# Завадюк Володимир Юрійович
Завадю́к Володи́мир Ю́рійович (прізвище при народженні — Рябошапко, нар. 9 червня 1987, Вiнниця, УРСР) — український продюсер, креатор, керівник департаменту Big Brave Events, Big Entertainment Shows 1+1 Media та креативний продюсер проєктів «Голос», «Голос. Діти», «Танці з зірками», «Маскарад», «Lip Sync Battle», національного відбору на «Євробачення-2024, «Пісня мого життя», «Україна неймовірних людей», «Різдво. Ти не один», «Клуб 1%».

## Біографія
Володимир Завадюк народився 9 червня 1987 року у Вінниці в родині медиків. Дідусь — Володимир Завадюк, відомий лікар онколог. Початкову освіту отримав у школі № 2, де був активним учнем та президентом школи. У дитистві навчався п'ять років у Вінницькій дитячій художній школі.
Журналістську діяльність розпочав у школі «Молодого журналіста» в газеті «33-каналу». Після закінчення школи продовжив навчання у Вінницькому національному медичний університет ім. М. І. Пирогова та внавчально-науковому інститут журналістики Київського національного університету імені Тараса Шевченка.
Вподальшому продовжив своє навчання у Київському національному університеті імені Тараса Шевченка.
Із жовтня 2023 року Володимир Завадюк здобуває ступінь MBA (Master of Business Administration) у Києво-Могилянській бізнес-школі — підрозділі Національного університету «Києво-Могилянська академія». Освітня програма спрямована на розвиток управлінських та стратегічних компетенцій у сфері бізнесу, медіа та креативної індустрії.

## Діяльність
Професійний шлях Завадюк розпочав з роботи в корпункті «5 каналу» у місті Вінниця. Надалі його робота продовжувалася в телерадіокопанії «Прем'єр» та телерадіокомпанії «Вінниччина» в рідному місті.
2007 року переїхав до Києва та продовжив свою кар'єру в медіа. У віці 20-ти років отримав роботу на телеканалі «Інтер», після пропозиції щодо участі в програмі «Подробиці». Був на посаді другого редактора. Робив підводки для ведучих з основною інформацією про відеоматеріал та готував різні за тривалістю сюжети.

### Проекти

#### СТБ
На телеканалі «СТБ» прийшов за запрошенням Олексія Мустафіна. З 2008 по 2010 роки Володимир Завадюк працював кориспондентом у програмі «Вікна-новини», під час того як телеканал «СТБ» присвоював до себе найбільшу увагу в інформаційному середовищі. «Вікна» відверто акцентують на недоліках влади й вирізняються нестандартним поданням. Два роки поспіль новини на «СТБ» визнають найкращою в країні інформаційною програмою, а кореспонденти тричі удостоюються телевізійної премії «Телетріумф». Над інформаційним напрямом Володимир Завадюк працював два роки, після чого перейшов у сферу Entertainment Shows, де пропрацював з 2010 по 2012 роки.
Шлях у сфері розважальних шоу Володимир почав з роботи над проєктами «Х-фактор» та «Україна має талант». Початковим напрямом стали прямі включення з проєктів в сюжети програми «Вікна-новини».
Надалі продовжив діяльність в проєктах «Україна має талант» і «Х-фактор» головним редактором пост-шоу, став головним редактором «Україна має талант. Невідома версія» та «Х-фактор. Невідома версія», та був ведучим цих проєктів.

#### 1+1
Початок роботи Володимира Завадюка у «1+1 media» розпочався у 2013 році під керівництвом Олександра Ткаченко та разом з Олегом Бондарчуком головним сценаристом 4-го сезону «Голос країни». Продовжив роботу над 5-им сезоном «Голос країни» вже другим креативним продюсером.
За прямої ініціативи Володимира Завадюка було створено департамент великих розважальних шоу — «BigEntertainment Shows». За час роботи нового складу команди під керівництвом Володимира над проєктами, вдалося збільшити їх популярність на українському телемовленні.
За час повномаштабної війни Росії проти України, під його керівництвом, Big Entertainment Show трансформувався у Big Brave Events, структуру що займається створенням мультижанрових міжнародних проєктів, концертів і заходів. Такий крок був зроблений для загальносвітової підтримки України у боротьбі проти РФ та тісної співпраці з міжнародними продакшенами.. Одна з ключових візій проєкту — створення контенту навіть для тих, хто не дивиться телебачення.
Створював такі шоу як «Голос країни», «Голос. Діти», «Танці з Зірками» «Маскарад», «Ліпсінк Батл», «Маленькі гіганти», є організатором низки концертів, прямоефірних концертів, музичних фільмів. За час керівництва Володимира, більша частина проєктів стали найрейтинговішими шоу на українському телебачені[джерело?].

#### Танці з зірками
«Танці з зірками» — програма є відомою франшизою світових проєктів «Dancing with the Stars» і «Strictly Come Dancing». В Україні стартував у вересні 2006 року.
Під керівництвом Володимира Завадюка було проведено 5 сезонів шоу. У 2018 році «Танці з Зірками» отримали нагороду «ВВС Studios» за найіронічнішу постановку у світі.
Нагороди проєкту «Танці з Зірками» — три статуетки «Телетріумф».

#### Голос країни
«Голос країни» — загалом Завадюк організував на посаді креативного продюсера понад 10 сезонів «Голос країни». «Голос країни» став одним із найвідоміших телевізійних форматів в Україні, а також платформою для просування молодих виконавців і підтримки розвитку музичної культури.
2020 рік — Володимир Завадюк та команда «1+1 media», під час повного локдауну, продовжило свою діяльність над шоу Голос країни в онлайн форматі. Суперфінал проєкту відзначився використанням новітніх технологій, зокрема елементів віртуальної реальності та відеозв’язку через платформу Zoom, до якого були підключені тренери та глядачі. Фінал «Голосу країни» став першим у світі фіналом шоу формату The Voice, проведеним повністю в онлайн-режимі із залученням цифрових технологій.
У 2022 році прямий ефір «Голос країни» відбувся у київському метрополітені.
У 2023 році у Варшаві відзняли європейський сезон шоу «Голос країни»  під назвою The Voice of Ukraine – спільний проєкт української продакшн-команди «Big Brave Events 1+1 media» на чолі з Володимиром Завадюком та польського мовника TVP. Сезон об’єднав українців з усього світу і став першим українським шоу, що увійшло до фіналу премії Rose d’Or Awards у категорії Competition Reality (2024).

#### Голос. Діти
Володимир Завадюк був креативним продюсером вокального шоу Голос. Діти.
Під його керівництвом було створено чотири сезони.
Нагороди проєкту «Голос. Діти» — дві статуетки «Телетріумф».

#### Маленькі гіганти
Володимир Завадюк був продюсером проєкту Маленькі гіганти, який був розрахований на талановитих дітей від 4 до 12 років: танцюристів, співаків, та дітей з незвичайними навичками.

#### Маскарад
Продюсер проєкту «Маскарад», адаптації румунського формату «Mysteries in the spotlight», де зірки у фантастичних костюмах демонструють різноманітні приховані таланти: танці, вокал, акробатика, ілюзіонізм та багато іншого.

#### Ліпсінк Батл
Над проєктом «Ліпсінк Батл» працювала вся команда «Big Entertainment Shows» під керівництвом Володимира Завадюка. Адаптації всесвітньо відомих форматів командою Big Entertainment Shows для телеканалу «1+1» під керівництвом Володимира Завадюка були неодноразово визнані одними з найкращих у світі. Так «Голос країни» та «Танці з Зірками» декілька разів входили в п'ятірку найкращих адаптацій світу за версією міжнародних ЗМІ.

#### Пісня мого життя
У 2024 році команда «Big Brave Events 1+1 media» під керівництвом Володимира Завадюка створила проєкт «Пісня мого життя» – українську адаптацію фінського шоу «Song of My Life». Партнером виступила компанія Film.ua. У шоу взяли участь українські зірки та лідери громадської думки. Ідея адаптації виникла після виходу у 2022 році спеціального епізоду фінського оригіналу, присвяченого Україні. 

#### Україна неймовірних людей
У 2024 році продакшн-команда Володимира Завадюка «Big Brave Events 1+1 media» спільно з телеканалом ТЕТ створила талант-шоу «Україна неймовірних людей». Проєкт мав соціальне спрямування та об’єднав учасників із різним життєвим досвідом, які демонстрували особисті історіїстійкості та таланти в умовах війни. Формат шоу порушував теми інклюзивності, рівності та підтримки ЛГБТК+ спільноти.

#### Клуб 1%
Восени 2024 року Володимир Завадюк став шоуранером української адаптації міжнародного інтелектуального формату «The 1% Club», що вийшла на телеканалі «1+1 Україна» під назвою «Клуб 1%». Шоу, створене командою «Big Brave Events 1+1 media», побудоване на вирішенні логічних завдань із поступовим зростанням складності. Завадюк відповідав за адаптацію формату та сценарію до українського контексту й глядацьких очікувань у період повномасштабної війни. Розробкою питань займалась професорська група Києво-Могилянської академії, а до їх постановки були залучені публічні особи, зокрема Леонід Полупан, Ольга Харлан і Дмитро Кулеба. Формат передбачав інклюзивність, залучення учасників із різним соціальним та професійним досвідом, а також дозволяв глядачам брати участь в онлайн-грі через платформу MEGOGO.

#### Показ FROLOV FW25/26
Володимир Завадюк виступив продюсером та зібрав команду для реалізації показу нової колекції бренду FROLOV, який відбувся 14 лютого 2025 року в рамках Ukrainian Fashion Week у ЦУМ Київ. Подія була стилізована як денний рок-концерт, натхненний українською музикою 1990–2000-х років. У шоу взяли участь Ірена Карпа, Юлія Лорд та Саша Кольцова, які виконали пісні-саундтреки до колекції. Трансляція події відбулася онлайн через Instagram і платформу MEGOGO.

### Концерти
Паралельно до основної своєї діяльності в «Big Entertainment Shows» Володимир Завадюк був продюсером великих концертних шоу для таких зірок як: MONATIK, Дан Балан, Тіна Кароль, Океан Ельзи, Оля Полякова, Jamala та інші. Частина з цих проєктів проводилися у прямому етері.

#### Національний спортивний комплекс «Олімпійський»
- Океаном Ельзи — концерт «День Незалежності з Океаном Ельзи»;[17]
- MONATIK — концерт «MONATIK LoveIt РИТМ»[35].

#### Київський палац спорту
- MONATIK — концерт «Вітамін D»;
- Тіна Кароль — концерт «Різдвяна історія з Тіною Кароль»[36].
- Океан Ельзи —  ювілейна концертна серія «Океан Ельзи 30 років. Той день», присвячена 30-річчю гурту.

#### Ковчег «Україна»
За співпраці Міністерства культури України, інформаційної політики Україн, міністра культури Олександр Ткаченко, Ярини Винницької та команда телеканалу 1+1 на чолі з Володимиром Завадюком було організовано проєкт "Ковчег «Україна». Десять століть української музики в одному концерті — унікальний за своїм напрямом концерт, який об'єднав фольклорну і класичну музику, національну культурну спадщину, образотворче мистецтво та новітні технології в одному перформансі.
Головні постановники шоу — «TRI. Direction».

#### Євробачення-2023
Команда телеканалу «1+1 Big Brave Events» на чолі з Володимиром Завадюком, у колаборації з телерадіокомпанією «Суспільне» й «BBC One» створила номер-opening гранд-фіналу «Євробачення-2023». Номер було створено спільно з всесвітньо відомим режисером Євробачення Тімом Ван Сомереном. Сюрпризом номеру стала поява принцеси Уельскої Кейт Міддлтон. Майбутня королева зіграла на роялі фрагмент пісні Stefania у багряній вітальні Віндзорського замку.
Зйомки проводилися на локаціях, які стали для багатьох українців знаковими — Майдан Незалежності та Київське метро. В номері-відкриття була використана анімація картини Марії Примаченко під назвою «Голубка розпустила крила, хоче на землі миру» 1982 року створення та твори відомого Бенксі в Україні.

#### Національний відбір на «Євробачення-2024»
У 2024 році Володимир Завадюк виступив креативним продюсером фінального шоу національного відбору на «Євробачення-2024», який був реалізований у співпраці продакшн-команди «Big Brave Events 1+1 media» та телерадіокомпанії «Суспільне». Над виробництвом шоу працювали близько 400 осіб, а сам відбір наблизили за масштабом і структурою до формату міжнародного конкурсу «Євробачення». Трансляцію на «Суспільне Культура» переглянули 597 тис. глядачів, а загальна кількість переглядів на YouTube сягнула понад 6 млн. Через рекордне навантаження – 15 тис. запитів за секунду – у застосунку «Дія» стався збій, і голосування, у якому взяли участь понад 1,1 млн користувачів, було продовжено. Проєкт здобув перемогу в номінації «Найрезонансніша подія загальнонаціонального рівня» на премії MUZVAR AWARDS 2024.

#### Океан Ельзи 30 років. Той день
У жовтні 2024 року Володимир Завадюк виступив продюсером серії ювілейних концертів гурту «Океан Ельзи» з нагоди 30-річчя колективу, що відбулися у київському Палаці спорту за участі режисерської групи TRI.DIRECTION. Програма концертів включала ретроспективу хітів гурту, мультимедійне сценічне оформлення та виступи запрошених артистів. Захід мав благодійну мету: на підтримку ЗСУ було зібрано 10,2 млн грн від продажу квитків і ще 357 тис. грн через продаж благодійного мерчу. У 2025 році проєкт був відзначений премією YUNA у номінації «Найкраще концертне шоу».

#### Atlas Festival 2025
У 2025 році Володимир Завадюк приєднався до команди Atlas Festival як креативний продюсер. У межах творчого консалтингу він розробив місію та слоган заходу — «Atlas Festival об’єднує, надихає, допомагає!». Разом із художницею Машею Ревою та артдиректоркою Тетяною Могилою створив оновлену айдентику фестивалю. Завадюк також виступив продюсером офіційного проморолика та працює над концепцією зонування, декорацій і контентного наповнення події.

## Фільмографія
Музичні фільми:
- 2014 — «Сила любові  та голосу. Тіна Кароль» — головний сценарист[46];
- 2016 — «Різдвяна історія з Тіною Кароль» — креативний продюсер[36];
- 2018 — «Інтонації Тіни Кароль» — креативний продюсер[47].

## Благодійна та міжнародна діяльність
У 2022 році Володимир Завадюк продюсер таких благодійних проєктів, як: Міжнародні марафони " Save Ukraine-1-2 "; Міжнародні благодійні Матчі з ФК Динамо; Концерт Океан Ельзи в метро Золоті Ворота; Телемарафон «Save Ukraine — #StopWar з Берліна та Києва»; Міжнародний марафон «Embrace Ukraine — #StrivingTogether в Амстердамі»; Song of my life; Національний благодійний марафон «Ти не один».
Концерти, телемарафони та телевізійні трансляції були організовані після початку повномаштабної війни РФ проти України. Головна ідея створення даного роду проєктів — фінансова, маральна та політична підтримка України та українського народу у бороть проти РФ.

#### Save Ukraine— #StopWar у Варшаві
Це один з маштабних благодійних телемарафонів в історії українського телебачення, що пройшов 27 березня на базі польського телеканалу TVP. Більше 30 телеканалів по всьому світу синхронно транслювали проєкт, загалом 80 млн людей з усіх континентів дивилися телемарафон у прямому етері. Мешканці більше ніж 50 міст та столиць вийшли на вулиці, щоб підтримати Україну та доєднатися до телемарафону, 30 світових політичних лідерів звернулися до українців та міжнародної спільноти. Більше 17 млн людей були об'єднані комунікаційною кампанією в медіа та у соціальних мережах.

#### Match for peace #StopWarInUkraine в європейських країнах
У квітні стартувала серія благодійних матчів київського «Динамо» на підтримку України, організованих спільно з «1+1 media» за керівництва Володимира Завадюка. Станом на кінець липня пройшло вже 10 ігор у Польщі, Туреччині, Хорватії, Німеччині, Румунії, Швейцарії, Естонії, Іспанії, Бельгії та Великобританії. Це не просто матчі, а справжнє футбольне, мистецьке та антивоєнне видовище, що привертає увагу спортивного світу та міжнародної спільноти до драматичних подій в Україні внаслідок війни РФ. Матчі мали потужну соціальну складову — до участі у перфомансах було запрошено тимчасово вимушених переселенців, які знаходилися в тому чи іншому місті. Сумарно в межах благодійних матчів та інших супутніх заходів вдалося зібрати понад 35 000 000 грн.

#### Song of my life
27 листопада 2022 року відбулася прем'єра спеціального епізоду популярного форматного шоу Фінляндії «Song of my life» («Пісня мого життя»). Цей випуск, присвячений Україні, спільно розроблений зфінським продакшеном «Yellow Film & TV» та українською медіакомпанією «1+1 media» на чолі з Володимиром Завадюком і «FILM.UA Group».

#### Різдво. Ти не один
- 2022 – різдвяний проєкт «Ти не один» – креативний продюсер. Над створенням проєкту працювала команда «Big Brave Events 1+1 media» на чолі з Володимиром Завадюком разом із фестивалем «Atlas»[62]. Загальна сума благодійного фонду, від всіх проведених проєктів, стала цифра в понад 100 000 грн[50].
- 2023 – проєкт «Різдво. Ти не один» – креативний продюсер. Виробництво проєкту здійснювалося командою «Big Brave Events 1+1 media» під керівництвом Володимира Завадюка у співпраці з національним заповідником «Софія Київська»[63].
- 2024 – соціальний музичний фільм «Різдво. Ти не один» – креативний продюсер. Над створенням проєкту працювала команда «Big Brave Events 1+1 media» на чолі з Володимиром Завадюком у співпраці з ЦУМ Київ[64]. Створений у співпраці з ЦУМ Київ, фільм мав соціальну мету – привернути увагу до дітей без батьківської опіки[64]. За даними телеканалу «1+1 Україна», фільм посів четверте місце за переглядами у слоті з 23 по 29 грудня 2024 року[65].

## Освітня діяльність
Являється спікером багатьох лекційних заходів на конференціях в університетах, а також являється учасником освітніх онлайн та оффлайн платформ на майданчиках «1+1 media school».
- Керівник власного курсу «Продюсер Big Brave Events» в «1+1 media school». Курс адаптований під реалії війни з ключовою ідеєю — «як проявити себе»[66];
- Спікер на шоу Воркшоп «Ніч Нових Ідей»[67];
- Спікер на «Кураж. Київ» — тема «Фабрика емоцій»;
- Спікер подкасту «Це точно про мене» — тема «Культурний геноцид нації, МВА, новий сезон Голосу країни та складності менеджменту»;
- Куратор трьох курсів в «1+1 media school» під назвою — «Продюсерський курс»[66];
- Лектор у Київському національному університеті імені Тараса Шевченка[68];
- Лектор у Київському національному університеті культури і мистецтв;
- Лектор у Київському національному університеті культури і мистецтв, запрошений лектор освітніх та культурних подій, куратор власного продюсерського курсу. Додатково Володимир проводить майстер-класи для студентів університету[69].
- Спікер міжнародної конференції від «С21 Content Budapest» у Будапешті.

## Особисте життя
Володимир Завадюк є прихильником здорового способу життя, займається фітнесом, бігом, плаванням, йогою та силовими тренуваннями.
Є відкритим геєм, перебуває у стосунках із Павлом Супрунюком.
Є членом ЛГБТК+ спільноти, підтримує її рівні права та свободи. Займається ЛГБТК+ просвітницькою діяльністю, використовує свої соціальні мережі як платформу для висвітлення тем рівності, інклюзії та прав людини. Публічно виступає за законодавче визнання цивільних партнерств в Україні.
16 червня 2024 року Володимир взяв участь у Марші рівності на підтримку прав і видимості ЛГБТК+, який пройшов у Києві.

## Нагороди
- 2014 — Перемога в номінації «Кращий документальний фільм» на Міжнародному Кінофестивалі в США– «Сила любові та голосу. Тіна Кароль»[74];
- 2015 — Переможець «Телетріумф» в категорії «Найкраще Форматне талант-шоу» — «Голос. Діти»[75];
- 2015 — Переможець «Телетріумф» в категорії «Продюсер/Продюсерська група телепрограми» — «Голос. Діти»[75];
- 2016 — Переможець «Телетріумф» в категорії «Продюсер/Продюсерська група телепрограми»[76];
- 2016 — Переможець «Телетріумф» в категорії «Інші форматні розважальні програми» — «Голос країни»[76];
- 2017 — Переможець «Телетріумф» в категорії «Продюсер/Продюсерська група телепрограми»;
- 2017 — Переможець «Телетріумф» в категорії «Форматне талант-шоу» — «Голос країни»;
- 2018 — Переможець «Телетріумф» в категорії «Продюсер/Продюсерська група телепрограми»[77];
- 2018 — Переможець «Телетріумф» в категорії «Розважальне форматне шоу» — «Танці з зірками»[77];
- 2018 — Переможець «Телетріумф» в категорії «Музична програма/концерт/церемонія» — «Телеверсія Live Show MONATIK „Vitamin D“»;
- 2018 — Нагорода ВВС Studios за кращу постановку у світі — «Танці з зірками»;
- 2019 — Переможець у номінації «Продюсер року» за версією журналу «Viva»[78];
- 2022 — Телемарафон «Save Ukraine — #StopWar» отримав перемогу в основній категорії «Діджитал» 2-го Міжнародного телевізійного фестивалю «Серце Європи»[79].
- 2024 — Фінал національного відбору на «Євробачення-2024» здобув перемогу в номінації «Найрезонансніша подія загальнонаціонального рівня» на музичній премії MUZVAR AWARDS 2024[80].
- 2025 — Серія концертів гурту «Океан Ельзи» під назвою «Той день» здобула перемогу в номінації «Найкраще концертне шоу» на музичній премії YUNA 2025[44].

#### Номінації
- 2024 — Європейський сезон «The Voice of Ukraine» увійшов до фіналу міжнародної телевізійної премії Rose d’Or Awards у категорії Competition Reality[23].